# Acrogomphus fraseri
Acrogomphus fraseri är en trollsländeart som beskrevs av Harry Hyde Laidlaw, Jr. 1925. Acrogomphus fraseri ingår i släktet Acrogomphus och familjen flodtrollsländor. IUCN kategoriserar arten globalt som otillräckligt studerad. Inga underarter finns listade i Catalogue of Life.